# Vivir enamorada
Vivir enamorada é uma telenovela mexicana produzida por Gilberto Macín para a Televisa e exibida pelo Canal de las Estrellas em 1982.
A trama foi exibida simultaneamente com Lo que el cielo no perdona, sendo esta transmitida às 17h e Vivir enamorada, às 17h30.
Foi protagonizada por Sonia Furió, Karina Duprez, Blanca Sánchez, Leticia Perdigón e Alma Muriel.

## Enredo
A história gira em torno de cinco mulheres com personalidades, posições sociais e visões de vida distintas, mas que compartilham o mesmo desejo: realizarem-se tanto como profissionais quanto como mulheres. Todas elas têm um objetivo comum para alcançar esse propósito: tornar-se a Diretora-Geral de uma importante revista.
Estela (Alma Muriel), Karina (Karina Duprez), Miriam (Blanca Sánchez), Alicia (Sonia Furió) e María (Leticia Perdigón) trabalham como repórteres na revista Enamorada, e cada uma deseja — à sua maneira — alcançar o cargo de diretora, como recompensa por tantos esforços. No entanto, é Alicia quem conquista o posto com mérito, graças aos resultados que obteve. Isso, naturalmente, não será bem recebido por suas colegas.
Alicia é uma excelente profissional, mas não teve a mesma sorte em sua vida pessoal. Seu casamento fracassou, e ela está ciente disso — embora continue amando o ex-marido. Adora o filho, mas discorda da educação que ele pode receber do pai, agora casado novamente. Apesar da frustração, Alicia é uma mulher íntegra, honesta, nobre e avessa a conflitos. Por isso, no início, não lhe será fácil assumir a direção da revista, especialmente diante das provocações de suas ex-companheiras.
Estela aparenta ser rebelde e de temperamento forte. Carrega a dor da morte do pai e, de certo modo, busca vingança. No fundo, porém, é apenas carente de afeto, pois é nobre e se preocupa com os outros. Embora, como as demais, também desejasse o cargo de diretora, isso não era sua maior ambição. Inicialmente, fecha-se ao amor por medo de se machucar, mas acaba cedendo a um sentimento verdadeiro.
Miriam é uma profissional exemplar, mas, ao dedicar tanto tempo ao trabalho, acabou negligenciando a própria filha — algo que tentará corrigir. Consumida pela culpa, acaba vendo no trabalho seu único refúgio.
María é sensível e carinhosa, porém muito insegura e solitária. Seu único parente é o irmão mais novo, que ela sustenta. Por isso, vê em suas quatro colegas uma verdadeira família. É a única que não entra na disputa pelo cargo de diretora. Em vez disso, sente-se realizada com seus próprios avanços. Ao conseguir uma promoção, chora de emoção por saber que a conquistou por mérito. Apesar de manter um bom relacionamento com as colegas, nunca compartilha seus problemas ou angústias, pois a desconfiança é seu maior defeito. Seu único desejo é superar-se a cada dia, e provar aos outros — e a si mesma — que é uma pessoa valiosa e digna.
Por fim, há Karina, que antes de trabalhar na revista era uma mulher humilde. Apesar das limitações econômicas, era feliz e satisfeita com o que tinha. No entanto, ao entrar para a equipe da Enamorada, tornou-se vítima da própria ambição. Toda humildade que restava desapareceu. Agora, está disposta a lutar contra tudo e todos para conseguir o cargo de diretora, sem se importar com os meios que precise usar.

## Elenco
- Sonia Furió - Alicia
- Blanca Sánchez - Miriam
- Karina Duprez - Karina
- Alma Muriel - Estela
- Leticia Perdigón - María
- Carlos Piñar - Mario
- Carlos Rotzinger - Gilberto
- Anna Silvetti - Adriana
- Juan Antonio Edwards - Horacio
- Demián Bichir - Nacho
- Mariana Levy - Verónica
- Ada Carrasco - Charito
- Arlette Pacheco - Raquel
- Queta Lavat - Madre de Adriana
- Luis Torner - Balbiani
- Manolita Saval - Merceditas
- Otto Sirgo - Andrés
- Pablo Ferrel - Leonardo
- Carlos Pouliot - Antonio
- Sergio Gómez - Luisito
- Elvira Monsell - Florencia
- Yolanda Liévana - Sandra
- José Luis Padilla - Don Julio
- Roberto Ruy - Ángel
- Luis Uribe - Juan Carlos
- Antonio Rangel - Víctor
- Jesús Vargas - Saúl

## Prêmios e Indicações

### Prêmios TVyNovelas 1983
| Categoria                 | Nomeado(a)       | Resultado |
| ------------------------- | ---------------- | --------- |
| Melhor revelação feminina | Leticia Perdigón | Nomeada   |